# Русу-Чобану, Валентина Георгиевна
Валентина Георгиевна Русу-Чобану (рум. Valentina Rusu-Ciobanu; наст. фамилия Саинчук; 28 октября 1920, Кишинёв — 1 ноября 2021, Кишинёв) — советская и молдавская художница, народный художник Молдавской ССР (1985), заслуженный деятель искусств Молдавской ССР (1980), лауреат Государственной премии Молдавской ССР (1974).

## Биография
Валентина Георгиевна Саинчук родилась 28 октября 1920 года в Кишинёве. В 1942—1944 годах училась в Академии художеств в Яссах, в 1945—1947 — в Республиканском художественном училище в Кишинёве.
В 1974 году стала лауреатом Государственной премия Молдавской ССР в области искусства за произведения живописи «В. И. Ленин и Н. К. Крупская», «Дети и спорт», «Визит врача» и «Луноход».
В 1980 году получила звание «Заслуженный деятель искусств Молдавской ССР». Работам Валентины Русу-Чобану свойственны выразительность контурной линии, праздничная яркость колорита, восходящие к народному молдавскому искусству.
в 1985 году удостоена звания «Народный художник Молдавской ССР».
У неё есть много картин например: «Автопортрет в очках», «Актриса Мария Гончар», «Кружка на подоконнике», «Цветы в красном фоне» и т. д.
28 октября 2010 года получила звание почётного гражданина Кишинёва.
В 2020 году награждена румынским орденом «За заслуги перед культурой» степени «Великий офицер» в категории C «Изобразительное искусство».
Умерла 1 ноября 2021 года.

## Произведения
- Кинорежиссёр Э. Лотяну, 1967, Художественный музей, Кишинёв
- В. И. Ленин и Н. К. Крупская, 1974
- Дети и спорт, 1973
- На досуге, 1978
- Портрет поэта Аурелио Бусуйока
- Портрет учащейся ремесленного училища Марии Бровиной
- Портрет актёра Думитру Фусу
- Портрет доярки Е. Юрчак
- Портрет писателя Иона Друцэ
- Портрет режиссёра иона Сандри Шкури
- Земля и люди
- Визит врача
- Луноход